# (982) Franklina
(982) Franklina est un astéroïde de la ceinture principale découvert le 21 mai 1922 par l'astronome sud-africain Harry Wood.

Sa désignation provisoire était 1922 MD.